# 윌리엄 스토키
윌리엄 C. 스토키 주니어(영어: William C. Stokoe Jr., /ˈstoʊkiː/, 1919년 7월 21일 - 2000년 4월 4일)는 미국의 언어학자이자 갤러뎃 대학교의 교수이다. 미국 수어에 대한 스토키의 연구는 미국 내에서 미국 수어에 대한 이해와 세계에서 수어에 대한 이해를 크게 혁신하였다. 스토키는 수어가 단순히 제스처로만 이루어진 체계가 아니라 통사론과 형태론의 분석이 가능한 진정한 언어임을 밝혀냈다.

## 생애
스토키는 1919년 7월 21일, 미국 뉴햄프셔주 랭커스터에서 태어났다. 1941년에 코넬 대학교를 졸업하고, 같은 곳에서 중세 문학을 전공하여 1946년에 철학박사 학위를 땄다. 이후 웰스 대학교에서 영어 강사를 하였다.

### 경력
스토키는 동기였던 딘 조지 데트몰드(Dean George Detmold)에 의하여 교수로 임용되어 1955년부터 1970년까지 갤러뎃 대학교 영문학부의 교수이자 학과장으로 지냈다. 1960년에 《수화언어의 구조》(Sign Language Structure)를, 1965년에 도로시 카스털린(Dorothy C. Casterline)과 칼 크로네버그(Carl G. Croneberg)와 공저한 《언어학적 관점에 기초한 미국수어사전》을 출판하였다. 전자는 대문자로 시작하는 ‘미국 수어’(American sign language)라는 용어가 처음으로 사용된 문헌이다 (모든 어절이 대문자로 표기된 ‘American Sign Language’는 갤러뎃 대학교의 학내 신문 《버프와 블루》(Buff and Blue) 1963년 10월호에 처음으로 등장한다). 스토키는 《수어학》(Sign Language Studies)이라는 학술지를 1972년에 창간하여 1996년까지 발행하였고, 《수어학》의 출판을 위하여 린스탁 프레스(Linstok Press)라는 학술 출판사를 설립하였다. 스토키의 마지막 저작은 2001년에 출판된 《손으로 하는 언어》(Language in Hand)인데 그의 사후에 나옴으로써 유작이 되었다.
스토키와 갤러뎃 대학교의 관계가 언제나 깊었던 것은 아니지만 (스토키가 미국 수어를 완전하고 합법적인 언어로 선언할 수 있도록 연구를 수행하였던 언어학 연구실을 갤러뎃 대학교는 그의 은퇴 후인 1984년에 폐쇄하였다), 갤러뎃 대학교는 스토키에게 1988년에 명예 박사 학위를 수여하였다.

## 수어 연구
스토키는 갤러뎃 대학교에 재직하던 동안 미국 수어를 광범위하게 연구하였다. 스토키는 최초의 수어학자로서 음성 언어의 음운론과 음소에 대응하는 수어의 ‘수어소론’(cherology)과 ‘수어소’(chereme)라는 용어를 창안하였으나, 현재 수어학계에서는 일반적으로 ‘음운론’이라는 용어가 쓰인다.

### 표기법

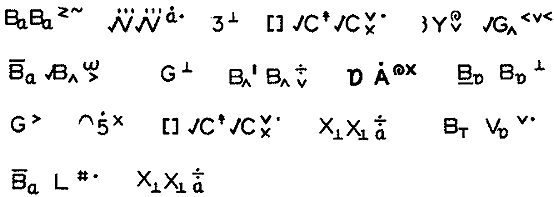
스토키 표기법으로 표기한 동화 《골디락스와 곰 세 마리》의 일부분.

스토키는 미국 수어를 문자로 표기할 방법이 없었던 당시에, 현재 스토키 표기법(Stokoe notation)이라고 불리는 수어의 문자 표기법을 창안하였다. 이 표기법은 후대에 개발된 사인라이팅(SignWriting)처럼 그림 문자는 아니며, 대체로 라틴 문자에 의존한다.
영어 단어 ‘mother’(어머니)에 대응하는 미국 수어 단어 [MOTHER]를 스토키 표기법으로 적으면 아래와 같다.
 ͜ 5x  
‘ ͜ ’은 [MOTHER]가 턱에서 조음된다는 것을 표시하고, ‘5’는 [MOTHER]가 모든 손가락을 편 형태(편손형)라는 것을 표시하고, ‘x’는 [MOTHER]가 엄지손가락을 턱에 대는 움직임이라는 것을 표시한다. 스토키는 미국 수어의 음소를 손의 위치, 손의 모양, 손의 움직임의 세 범주로 분류하고 각각에 해당하는 ‘수위소’(tab), ‘수형소’(dez), ‘수동소’(sig)라는 단어를 만들었는데, 현재 수어학계에서는 수위(location), 수형(handshape), 수동(movement)이라고 부른다. 스토키 표기법은 다른 수어의 표기에도 적용되고 있기는 하지만 주로 언어학자나 교수들만 쓰는 실정이다 (모든 수어 표기법이 유의미하게 사용되고 있지 않다).

## 영향
스토키는 미국 수어에 대한 인식을 ‘불완전한 영어’ 또는 ‘단순화한 영어’에서 그 자체로 일반적인 음성 언어처럼 기능적이고 강력한 독립적인 통사론과 문법을 지닌 복합적이고 살아 있는 자연어로 바꾸는 데에 공헌하였다. 청각장애인 배우이자 극작가인 길 이스트먼(Gil Eastman)은 스토키가 ‘수어학의 아버지’로 불려야 한다고 평가하였다.

## 참고 문헌
- Maher, Jane, 《Seeing Language in Sign: The Work of William C. Stokoe》, ISBN 1-56368-053-X
- Stokoe, William, 《Language in Hand》, ISBN 1-56368-103-X
- An interview with William C. Stokoe 보관됨 2022-06-05 - 웨이백 머신. Gallaudet Research Institute Newsletter, Fall 1984, pp. 3, 5.
- Gerhold, Sara C. 2000. William C. Stokoe and the Study of Signed Languages Conference[깨진 링크(과거 내용 찾기)]. Research at Gallaudet – A publication of the Gallaudet Research Institute at Gallaudet University (Winter 2000), p. 7. (Full issue 보관됨 2022-03-08 - 웨이백 머신)
- Stokoe gives keynote address at linguistics conference 보관됨 2022-06-05 - 웨이백 머신. Research at Gallaudet (Fall 1988), pp. 4–6.
- Pearson, Richard. 2000. Linguist William C. Stokoe Jr. Dies at 80 보관됨 2022-06-05 - 웨이백 머신. Washington Post (April 8, 2000), p. B6.
- Nagourney, Eric. 2000. William Stokoe Jr., Sign Language Advocate, Dies at 80. New York Times (April 11, 2000), p. B10.
- Fox, Margalit, 《Talking Hands》, ISBN 0743247132
- Neisser, Arden. 1984. Listening to the Deaf 보관됨 2022-06-05 - 웨이백 머신. Cornell Alumni News (July 1984), pp. 14–18.